# Spiele der Macht – 11011 Berlin
Spiele der Macht – 11011 Berlin ist ein deutsches TV-Drama des Regisseurs Markus Imboden aus dem Jahr 2005, das für den Westdeutschen Rundfunk produziert wurde.

## Handlung
Die Politologin Sara M. Kardow plant, ihre Lehrtätigkeit an der Humboldt-Universität zu beenden und zu ihrem Lebensgefährten nach Hamburg zu ziehen. In einer TV-Polittalk-Runde beeindruckt sie den Bundeskanzler allerdings so sehr, dass dieser sie in seinen Beraterstab holen möchte. Doch so leicht ist sie nicht zu haben; sie stellt Forderungen. Sara möchte, dass der Kanzler an Glaubwürdigkeit gewinnt und in der Öffentlichkeit klar Position zu seiner Rolle in einer zurückliegenden Parteispendenaffäre bezieht. Gleichzeitig deckt sie auf, dass einige Personen aus dem engsten Mitarbeiterstab im Bundeskanzleramt die Stellung des Kanzlers durch peinliche Presseveröffentlichungen schwächen möchten. Während ihrer Arbeit für den Kanzler erhält Sara sehr belastendes Material zur Spendenaffäre. Dieses leitet sie an den Präsidenten des Deutschen Bundestages weiter, fordert aber gleichzeitig vom Bundeskanzler eine öffentliche Stellungnahme. Davon macht sie auch eine weitere Zusammenarbeit abhängig, nachdem der nicht mehr ganz loyale Kanzleramtschef als Bauernopfer zurücktreten musste.

## Trivia
11011 Berlin ist die offizielle Postadresse des Deutschen Bundestages. Im Film ist die Adresse auf dem Briefumschlag zu sehen, in dem Sara das belastende Material zur Spendenaffäre an den Bundestagspräsidenten sendet. Regisseur Markus Imboden und Hauptdarstellerin Martina Gedeck sind seit 2005 privat ein Paar.

## Kritik
„Markus Imboden (‚Hunger auf Leben‘) zeichnet in seinem leisen, aber packenden Politkrimi das Bild eines erstarrten, auf den Machterhalt bedachten Regierungsapparates. Die Darstellerriege ist echt famos.“